# Aksel Bonde
Aksel Bonde Hansen (* 29. Mai 1918 in Horne; † 27. Mai 1996 in Horsens) war ein dänischer Ruderer.

## Werdegang
Aksel Bonde gewann bei den Olympischen Sommerspielen 1948 in London zusammen mit Helge Halkjær, Ib Storm Larsen, Helge Muxoll Schrøder im Vierer ohne Steuermann die Silbermedaille.
Im Folgejahr wurde das Quartett von Horsens Roklub dänischer Meister.